# 蘭姆 (伊利諾伊州)
蘭姆（英語：Lamb）是位於美國伊利諾伊州哈丁縣的一個非建制地區。該地的面積和人口皆未知。

## 地理
蘭姆的座標為37°31′54″N 88°07′29″W / 37.53167°N 88.12472°W，而該地的平均海拔高度為119米（即390英尺）。